# Miles Teller
Pour les articles homonymes, voir Teller.
Miles Teller, né le 20 février 1987 à Downingtown en Pennsylvanie, est un acteur américain.

## Biographie

### Jeunesse et formation
Miles Alexander Teller naît le 20 février 1987 à Downington, en Pennsylvanie. Sa mère est agent immobilier et son père, ingénieur nucléaire. Il est le benjamin de la famille, ayant deux grandes sœurs, Erin et Dana. Il a des origines anglaises, irlandaises, polonaises, françaises et juives ashkénazes russes.
Il sait jouer de nombreux instruments comme le saxophone ou la batterie, et il dirigeait un club de théâtre quand il était au lycée.
Étudiant à la Tisch School of the Arts de New York, il décroche un Bachelor of Arts (Licence). Durant ses études, il apprend la méthode au Lee Strasberg Theatre and Film Institute.

### Carrière

#### Débuts et révélation
Miles Teller commence sa carrière d'acteur durant les années 2010, en apparaissant dans plusieurs courts métrages et quelques séries télévisées. En 2010, il débarque sur grand écran, avec un rôle dans l'acclamé drame Rabbit Hole, écrit et réalisé par John Cameron Mitchell, avec Nicole Kidman en tête d'affiche. Il enchaîne ensuite dans le remake de la comédie musicale Footloose.
En 2012, l'acteur fait une brève apparition dans son propre rôle dans la comédie Projet X, un succès commercial surprise. Le comédien reste dans cette veine pour la comédie 21 and Over, réalisée par Jon Lucas et Scott Moore, les scénaristes de Very Bad Trip, sortie en 2013. Cette année le lance avec un autre projet, plus ambitieux, et l'amenant vers un registre dramatique. Il forme, avec Shailene Woodley, le couple au cœur de la romance indépendante The Spectacular Now, acclamée par la critique. Teller y incarne un adolescent alcoolique. Ce long-métrage écrit et réalisé par James Ponsoldt lui vaut le prix spécial du jury de l’interprétation au Festival de Sundance.

#### Progression
Miles Teller capitalise sur ce succès critique en acceptant des projets commerciaux : il forme avec deux autres jeunes valeurs montantes, Zac Efron et Michael B. Jordan, un trio de jeunes vingtenaires new-yorkais se cherchant sentimentalement, dans la comédie dramatique That Awkward Moment. Puis donne la réplique à Lio Tipton pour la comédie romantique indépendante Two Night Stand, écrite et réalisée par Max Nichols.
Surtout il rejoint une franchise : il est choisi pour incarner Peter dans la saga de science-fiction Divergente, où il retrouve la désormais jeune star Shailene Woodley. Le succès du blockbuster réalisé par Neil Burger amorce le début d'une franchise, permettant à l'acteur de s'investir parallèlement dans un projet plus risqué.

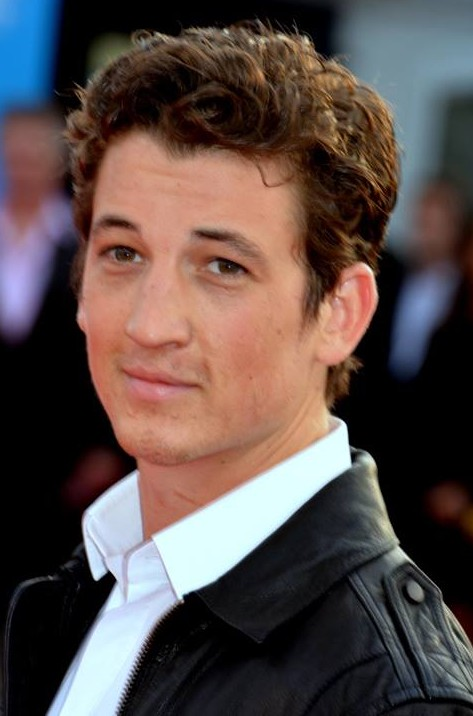
L'acteur au Festival de Deauville 2014, pour Whiplash.

En 2014 sort Whiplash, premier long métrage de Damien Chazelle, acclamé par la critique. Le comédien y joue un jeune batteur. Le succès critique du film débouche sur plusieurs récompenses, notamment aux Oscars. C'est surtout la performance de son partenaire à l'écran, le respecté J.K. Simmons qui attire les projecteurs.
Il enchaîne ensuite plusieurs échecs : en 2015, le blockbuster Les Quatre Fantastiques, dans lequel il incarne Mr Fantastique, connait une production difficile, et reçoit un flop critique et une déception commerciale, compromettant les chances de suite.
En 2016, la déception commerciale de Divergente 3 : Au-delà du mur conduit à l'annulation du quatrième et dernier film, qui devait être une fois encore réalisé par Robert Schwentke. La comédie potache Get a Job (en), de Dylan Kidd, pour laquelle l'acteur évolue aux côtés de Anna Kendrick, passe quant à elle inaperçue.
Il peut seulement compter sur le succès d'estime de la satire War Dogs, de Todd Phillips, où l'acteur forme un tandem remarqué avec Jonah Hill. Pour le tournage d'un nouveau projet, le drame sportif Bleed for This, écrit et réalisé par Ben Younger, l'acteur livre une performance physique et psychologique remarquée, en incarnant le boxeur Vinny Pazienza.
En 2017, il défend d'autres projets plus modestes mais physiques : le drame Thank You for Your Service, de Jason Hall, où il incarne un soldat renouant avec la vie de civil, puis la grosse production Only the Brave, troisième long-métrage de Joseph Kosinski, où il incarne cette fois un pompier en service.
En 2019, il est l'un des rôles principaux de la série Too Old to Die Young de Nicolas Winding Refn.
En 2022, Joseph Kosinski le choisit pour rejoindre le projet Top Gun: Maverick où il tourne aux côtés de Tom Cruise, Val Kilmer et Jennifer Connelly. Cette même année, il retrouve le réalisateur pour la troisième fois dans Spiderhead avec Chris Hemsworth qui sort en juin 2022 sur Netflix. Il incarne également le producteur Albert S. Ruddy dans la mini-série The Offer, qui revient sur la production du film Le Parrain (1972) de Francis Ford Coppola.

### Vie privée
En 2007, Miles Teller est victime d'un accident de voiture, qui lui laisse de nombreuses cicatrices sur le visage.
Depuis 2013, il est en couple avec le mannequin Keleigh Sperry. Ils se fiancent en août 2017 à l'occasion d'un safari en Afrique et se marient le 1er septembre 2019 à Maui, Hawaii.

## Filmographie

### Cinéma

#### Longs métrages
- 2010 : Rabbit Hole de John Cameron Mitchell : Jason
- 2011 : Footloose de Craig Brewer : Willard Hewitt
- 2012 : Projet X de Nima Nourizadeh : Miles
- 2013 : The Spectacular Now de James Ponsoldt : Sutter Keely
- 2013 : 21 and Over de Jon Lucas et Scott Moore : Miller
- 2013 : Célibataires... ou presque (That Awkward Moment) de Tom Gormican : Daniel
- 2014 : Divergente (Divergent) de Neil Burger : Peter
- 2014 : Whiplash de Damien Chazelle : Andrew Neiman
- 2014 : Two Night Stand de Max Nichols : Alec
- 2015 : Divergente 2 : L'Insurrection (The Divergent Series : Insurgent) de Robert Schwentke : Peter
- 2015 : Get a Job (en) de Dylan Kidd : Will Davis
- 2015 : Les Quatre Fantastiques (Fantastic Four) de Josh Trank : Reed Richards / Mr Fantastique
- 2016 : Divergente 3 : Au-delà du mur (The Divergent Series : Allegiant) de Robert Schwentke : Peter
- 2016 : War Dogs de Todd Phillips : David Packouz
- 2016 : K.O. - Bleed for This (Bleed for This) de Ben Younger : Vinny Pazienza
- 2017 : Line of Fire (Only the Brave) de Joseph Kosinski : Brendan « Donut » McDonough
- 2017 : Thank You for Your Service de Jason Hall : Adam Schumann
- 2022 : Top Gun: Maverick de Joseph Kosinski : Bradley « Rooster » Bradshaw
- 2022 : Spiderhead de Joseph Kosinski : Jeff
- 2024 : The Gorge de Scott Derrickson : Levi
- 2025 : Eternity de David Freyne
- 2026 : Michael d'Antoine Fuqua : John Branca (en)
- 2026 : Paper Tiger de James Gray

#### Courts métrages
- 2004 : Moonlighters : Miles
- 2007 : A Very Specific Recipe : Lee
- 2007 : The Musicians : Miguel
- 2010 : The Track Meet : Andrew

### Télévision

#### Séries télévisées
- 2009 : The Unusuals : James Boorland
- 2019 : Too Old to Die Young : Martin Jones
- 2022 : The Offer : Albert S. Ruddy

### Clips musicaux
- 2021 : I Bet You Think About Me (Taylor's Version) de Taylor Swift

## Distinctions

### Récompenses
- Festival du film de Sundance 2013 : prix spécial du jury de l'interprétation pour The Spectacular Now (partagé avec Shailene Woodley)

### Nominations
- Chlotrudis Awards 2011 : meilleur acteur dans un second rôle pour Rabbit Hole
- British Academy Film Awards 2015 : Rising Star Award
- Gotham Awards 2014 : meilleur acteur pour Whiplash
- Critic's Choice Movie Award 2015 : meilleur acteur pour Whiplash
- Satellite Awards 2015 : meilleur acteur pour Whiplash
- MTV Movie Awards 2015 : meilleur acteur pour Whiplash

## Voix françaises
| - Gauthier Battoue dans : - Les Quatre Fantastiques - Get a Job (en) - War Dogs - Bleed for This - Line of Fire - Spiderhead - The Gorge - Gilduin Tissier dans : - Divergente - Divergente 2 : L'Insurrection - Divergente 3 : Au-delà du mur - The Offer (mini-série) | - Donald Reignoux dans : - Footloose - Projet X - Top Gun: Maverick Et aussi - Sébastien Hébrant (Belgique) dans Whiplash - François Santucci dans Too Old to Die Young |